# Vrede van Philocrates
De Vrede van Philocrates beëindigde in 346 v.Chr. de sinds 356 v.Chr. aanhoudende Derde Heilige Oorlog. Daarnaast werd ook de erkenning van de hegemonie van Macedonië, die het onder Philippus II van Macedonië door diens ingrijpen in de oorlog had behaald, in de vrede vastgelegd.
De Phociërs hadden de oorlog uitgelokt door een overval op Delphi, waarbij door de grote bondgenootschappen waartoe de naburige poleis (staten) behoorden het conflict al gauw een geheel Griekse dimensie aannam. Philippus, die met Boeotië een bondgenootschap had gesloten, behaalde in 352 v.Chr. in de slag bij het Krokusveld de beslissende overwinning op de Phociërs en kon zich van de heerschappij over Thessalië verzekeren. Aan de kant van de Phociërs stonden onder andere Sparta en Athene, zonder zich echter overmatig te engageren - Athene had tegelijkertijd met de Derde Heilige Oorlog tot 355 v.Chr. met een Bondgenotenoorlog met de zich van de tweede Delisch-Attische Zeebond losbrekende staten te kampen en moest ten slotte de opheffing van de Zeebond toestemmen. Tegelijkertijd veroverde Philippus een aantal Griekse steden aan de Noordkust van de Egeïsche Zee. Terwijl Sparta met Thebe een wapenstilstand sloot, zond Athene in 347 v.Chr. een eerste delegatie naar Macedonië, die de kansen op het afsluiten van een vrede zouden aftasten. Het zou pas een tweede gezantschap onder leiding van Philocrates zijn, dat de uiteindelijke vredesonderhandelingen zou voeren en de vrede zou sluiten.
Macedonië, dat bij vele Hellenen (Grieken) nog steeds als half-barbaars werd beschouwd, had zich door het wreken van de door de Phociërs begane tempelschennis als voorvechter van Griekse idealen getoond. Als beloning hiervoor werd het in de Delphische Amphictionie opgenomen. Het nam in deze vereniging de leiding en de beide stemmen van de Phociërs over, die uit de amphictionie werden uitgesloten. Daarmee werd Macedonië de facto in de gemeenschap van de Grieken opgenomen. Feitelijk werd Macedonië hierdoor scheidsrechter en hegemoniale garantiemacht voor de vrede onder de Griekse poleis. Een rol die in 386 v.Chr. nog door het "barbaarse" Perzië werd ingenomen. Zelfs in Athene werd Philippus door de pro-Macedonische partij (Isocrates, Aeschines) als vredesbrenger gevierd, die een einde maakte aan de onderlinge oorlogen die de Grieken voerden. Demosthenes bleef daarentegen bij zijn anti-Macedonische houding en won hiermee steeds meer aanhangers.
Slechts weinige jaren later kwam het tot een breken van de tussen Athene en Philippus bekomen vrede. Met zijn zege in de Slag bij Chaeronea (338 v.Chr.) pacificeerde Philippus met geweld heel Griekenland en schiep daarmee ook de voorwaarden voor zijn geplande veldtocht tegen Perzië, die uiteindelijk onder zijn zoon Alexander zou plaatsvinden.